# فيصل ندا
فيصل ندا هو سيناريست مصري الذي ولد بحي عابدين في 7 أبريل 1940، وهو خريج المدرسة الإبراهيمية بجاردن سيتي، ثم التحق بكلية التجارة جامعة القاهرة قسم المحاسبة وتخرج منها عام 1963، وكان عضوا في فريق التمثيل بالجامعة إلى كونه أحد أعضاء فريق التمثيل بالكلية وعقب تخرجه التحق بوزارة المالية إلا أنها لم ترضِ طموحه وأحلامه والتي بدأها منذ كان بالكلية عبر كتابته لمسرحية مثلها مع زملائه بالكلية بينما كان أول مسلسل تلفزيوني له هو (هارب من الأيام) الذي تمكن عبره من إنشاء أسس وقواعد كتابة المسلسل التليفزيوني ومن خلاله اشتهر العديد من نجوم الفن مثل عبد الله غيث وقد ساهم في دفع عجلة الإنتاج السينمائي منذ عام 1968 بعد تأميم صناعة السينما المصرية وهجرة الفنانين إلى بيروت وتركيا، وفي عام 1974 عاد مجددا للتأليف المسرحي عبر مسرحية «من أجل حفنة نساء» ومسرحية المتزوجون عام 1976 وأتبعها بعدة مسرحيات حتى خاض تجربة التأليف الإذاعي وأبدع فيه أيضًا عندما قدم المسلسل الكوميدي «الناجح يرفع إيده».

## روابط خارجية
- فيصل ندا على موقع IMDb (الإنجليزية)
- فيصل ندا على موقع الدهليز
- فيصل ندا على موقع قاعدة بيانات الأفلام العربية
- فيصل ندا على موقع قاعدة بيانات الفيلم (الإنجليزية)